# ما بعد الفلسفة الوضعية

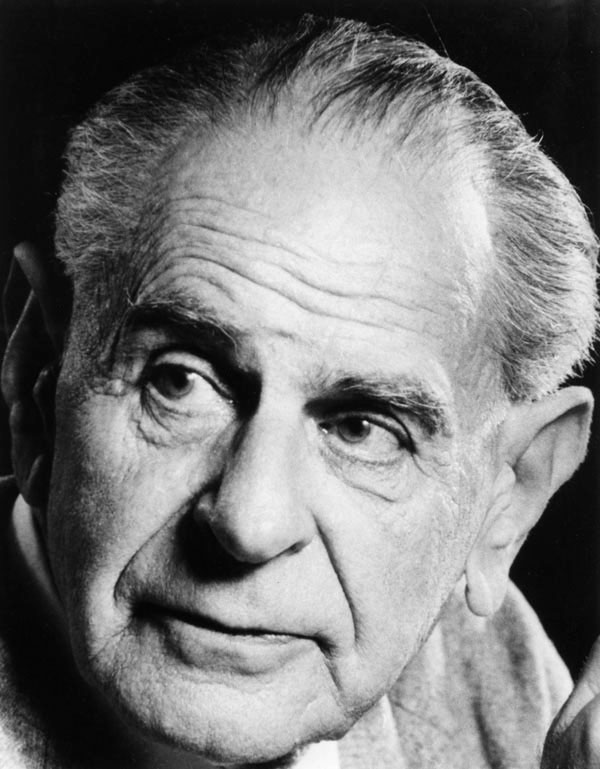
كارل بوبر

ما بعد الفلسفة الوضعية يوجد لدينا في الفلسفة (وقد تسمى أيضا postempiricism) وهو الموقف الذي لديه الكثير من الانتقادات ويعدل الوضعية. وبينما يؤكد الوضعيون الاستقلالية بين الباحث والشخص (أو الكائن) الذي قد تم البحث عنه، وقد تجادلوا العلماء بعد الكثير من الخلافات فيما بينهم وقد وجدوا بأن النظريات والفرضيات ومعرفة الخلفية والقيم الخاصة بالباحث يمكن أن تؤثر على ما يتم ملاحظته. ويسعى الاختصاصيون ما بعد التوصل إلى الموضوعية من خلال التعرف على الآثار المحتملة للتحيزات. وبينما يركز الوضعيون على الأساليب الكمية، اما الباحثون اللاحقون يعتبرون أن الأساليب الكمية والنوعية هي المناهج الصحيحة.

## فلسفة

### نظرية المعرفة
يعتقد اختصاصيون ما بعد التخرج إلى ان المعرفة البشرية لا تقوم على تقييمات مسبقة من قرد موضوعي،  بل على التخمينات البشرية. وبما أن المعرفة البشرية هي تخمينية لا يمكن تجنبها، لذلك فإن تأكيد هذه التخمينات لها ما يبررها ، أو بشكل أكثر وضوحا، قد تكون مبرره بمجموعة من الأوامر، ما بعد الفلسفة الوضعية ليست شكلاً من أشكال النسبية، لكنها تحتفظ بشكل عام بفكرة الحقيقة الموضوعية.

### علم الوجود
قد يعتقد مؤهلو مرحله بعد الانفصامية أن للواقع وجود، ولكنهم، على عكس الوضعيين، الذين يعتقدون أن الواقع لا يمكن معرفته إلا بشكل غير كامل  ويوجد لديهم الكثير من الاحتمالات.  وقد يستمد المؤهلون ما بعد التخرج أيضًا من البناء الاجتماعي في تكوين فهمهم وتعريفهم للواقع.

### علم الإحلال
لكن في حين يعتقد الوضعيون أن البحث قد يكون أو احتمال أن يكون خاليًا من القيمة أو محايدًا للقيمة، ولقد اتخذ مؤهلو ما بعد الانفصالية موقفًا مفهوم أن التحيز غير المرغوب فيه ولكن لا يمكن الفرار منه، وبالتالي الواجب على المحقق العمل على اكتشافه ومحاولة تصحيحه. ويعمل الاختصاصيون ان بعد التوصل لفهم كيفية تأثير علم وظائفهم (أي القيم والمعتقدات) على أبحاثهم، بما في ذلك من خلال اختيار المقاييس والسكان والأسئلة والتعريفات، وكذلك من خلال تفسيرهم وتحليلهم لعملهم. 

## التاريخ
يحدد المؤرخون انهم توصلو إلى نوعين من الوضعية: اولا الوضعية الكلاسيكية، وهو تقليد تجريبي قد توصلوا لوصفها لأول مرة الفلاسفة هنري دي سانت سيمون وأوغست كومت.  وثانيا الوضعية المنطقية، والتي ترتبط بشكل قوي مع دائرة فيينا، التي قد اجتمعت بالقرب من فيينا، النمسا، في العشرينيات والثلاثينيات من القرن العشرين.  Postpositivism وهو الاسم الذي أطلقه DC Phillips على مجموعة من الانتقادات والتعديلات التي قد تنطبق على شكلي الوضعية.
ولقد كان السير كارل بوبر من أوائل الذين فكروا في انتقاد الوضعية المنطقية. ولقد قدم التزوير بدلاً من الفكرة الوضعية المنطقية للتحقق.  وقد زعم ان التزوير من المستحيل ان يتحقق من صحة المعتقدات حول غير الكونية أو غير الملحوظة، وعلى الرغم من أنه من الممكن رفض المعتقدات الخاطئة إذا تم صياغتها بطريقة قابلة للتزوير. وقد تقدم الفيلسوف توماس كوهن بفكره عن التحولات في نموذج النقد نقدًا أوسع للوضعية المنطقية، وذلك بحجة أنها ليست مجرد نظريات فردية ولكن كانت وجهات نظر كاملة للعالم ويجب أن تتغير أحيانًا استجابةً للأدلة.
وكما تحدثا سابقا
صنف فرعي من
تخصص أكاديمي
يمتهنه
فيلسوف
فروع
علم الوجود، ما وراء الطبيعة
نظرية المعرفة، فلسفة العلوم، المنطق
نظرية القيمة، الأخلاق، فلسفة الجمال
الموضوع
الوجود، المعرفة، القيم، العقل، اللغة
التاريخ
تاريخ الفلسفة
تعديل - تعديل مصدري - تعديل ويكي بياناتحول القالب
جزء من سلسلة مقالات حول
الفلسفة
Left to right: Plato, Kant, Nietzsche, Buddha, Confucius, Averroes
نيتشهكانتأفلاطون
ابن رشدكونفوشيوسبوذا
فلاسفة
جماليون معرفيون عقليون أخلاقيون منطقيون ميتافيزيقيون فلاسفة الاجتماع والسياسة
الفلسفات التقليدية
أفريقية تحليلية أرسطية بوذية صينية مسيحية قارية وجودية هندوسية جاينية يهودية براغماتية شرقية إسلامية أفلاطونية غربية
بحسب الحقبة الزمنية
قديمة قرون وسطى حديثة معاصرة
أدب
جمالي معرفي أخلاقي منطقي ميتافيزيقي سياسي
فروع
فلسفة الجمال نظرية المعرفة فلسفة الأخلاق فلسفة القانون المنطق ميتافيزيقيا فلسفة سياسية فلسفة اجتماعية مقالة مختارة عقلية
قوائم
فهرس خطوط عامة خط زمني مشاكل غير محلولة مؤلفات فلسفات مسرد فلاسفة
متنوع
فيلسوف المرأة في الفلسفة
Portal icon
بوابة فلسفة
عنت
كارل بوبر
ما بعد الفلسفة الوضعية ليست رفضًا للطريقة العلمية، بل هي لإصلاح الوضعية للوفاء بهذه الانتقادات. ويعيد تقديم الافتراضات الأساسية للوضعية: وبإمكانية استصواب الحقيقة الموضوعية، واستخدام المنهج التجريبي. وقد مثلت أعمال الفلاسفة نانسي كارترايت وإيان هاكينغ هذه الأفكار.   تم وصف
صنف فرعي من
تخصص أكاديمي
يمتهنه
فيلسوف
فروع
علم الوجود، ما وراء الطبيعة
نظرية المعرفة، فلسفة العلوم، المنطق
نظرية القيمة، الأخلاق، فلسفة الجمال
الموضوع
الوجود، المعرفة، القيم، العقل، اللغة
التاريخ
تاريخ الفلسفة
تعديل - تعديل مصدري - تعديل ويكي بياناتحول القالب
جزء من سلسلة مقالات حول
الفلسفة
Left to right: Plato, Kant, Nietzsche, Buddha, Confucius, Averroes
نيتشهكانتأفلاطون
ابن رشدكونفوشيوسبوذا
فلاسفة
جماليون معرفيون عقليون أخلاقيون منطقيون ميتافيزيقيون فلاسفة الاجتماع والسياسة
الفلسفات التقليدية
أفريقية تحليلية أرسطية بوذية صينية مسيحية قارية وجودية هندوسية جاينية يهودية براغماتية شرقية إسلامية أفلاطونية غربية
بحسب الحقبة الزمنية
قديمة قرون وسطى حديثة معاصرة
أدب
جمالي معرفي أخلاقي منطقي ميتافيزيقي سياسي
فروع
فلسفة الجمال نظرية المعرفة فلسفة الأخلاق فلسفة القانون المنطق ميتافيزيقيا فلسفة سياسية فلسفة اجتماعية مقالة مختارة عقلية
قوائم
فهرس خطوط عامة خط زمني مشاكل غير محلولة مؤلفات فلسفات مسرد فلاسفة
متنوع
فيلسوف المرأة في الفلسفة
Portal icon
بوابة فلسفة
عنت
كارل بوبر
تم وصف ما بعد الفلسفة الوضعية من هذا النوع في أدلة العلوم الاجتماعية لطرق البحث.

## هيكل وطبيعة نظرية ما بعد التخاطر
لقد وصف روبرت دوبين المكونات الأساسية لدعم نظرية ما بعد التوسعية بأنها قد تتكون من «وحدات» أساسية أو أفكار وموضوعات ذات أهمية منها، «قوانين التفاعلات» بين الوحدات، ووصف «حدود» النظرية. وقد تتضمن نظرية ما بعد التخرج أيضًا إلى «مؤشرات تجريبية» لربط النظرية بظواهر يمكن ان تلاحظ بسهوله، ويوجد فرضيات قابلة للاختبار باستخدام الطريقة العلمية.
ووفقا للفيلسوف توماس كوهن، قد يمكن تقييم النظرية اللاحقة للفعلية على أساس إذا ما قد تكون «دقيقة» و «متناسقه» و «ذات نطاق واسع» و «بطيئة» و «مثمرة». 

## المنشورات الرئيسية
- كارل بوبر (1934) Logik der Forschung ، أعيدت كتابته باللغة الإنجليزية باسم منطق الاكتشاف العلمي (1959)
- توماس كون (1962) هيكل الثورات العلمية
- كارل بوبر (1963) التخمينات والدحض
- إيان هاكينج (1983) التمثيل والتدخل
- أندرو بيكرينغ (1984) بناء الكواركات
- بيتر جاليسون (1987) كيف تنتهي التجارب
- نانسي كارترايت (1989) قدرات الطبيعة وقياسها

## روابط خارجية
- الوضعية وما بعد الوضعية